# Elaeocarpus palembanicus
Elaeocarpus palembanicus là một loài thực vật có hoa trong họ Côm. Loài này được (Miq.) Corner mô tả khoa học đầu tiên năm 1939.